# Shawn Christian

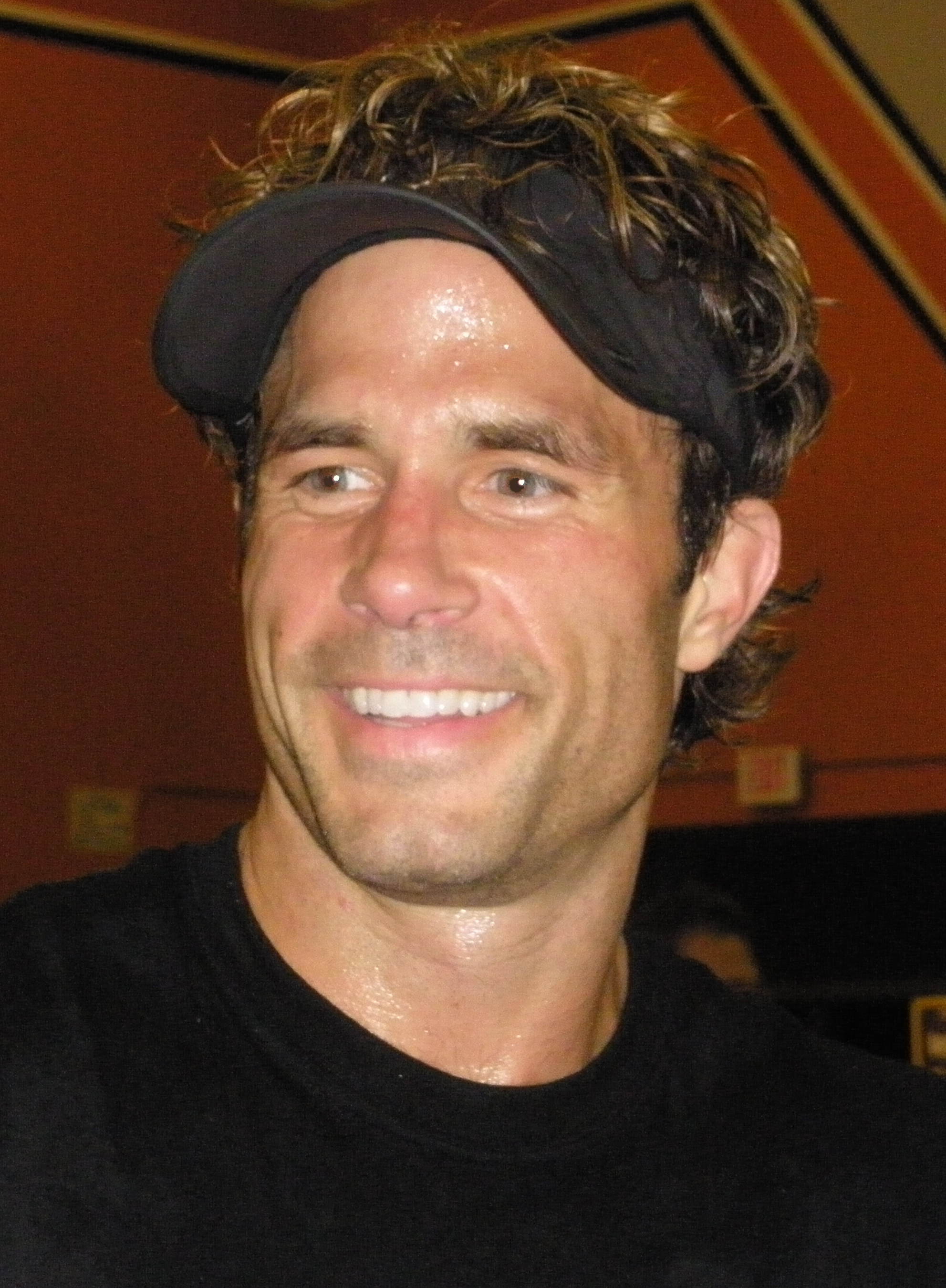
Shawn Christian (2009)

Shawn Patrick Christian (* 18. Dezember 1965 in Grand Rapids, Michigan) ist ein US-amerikanischer Schauspieler.

## Leben
Shawn Christian besuchte bis 1984 die Rogers High School in Wyoming und studierte Marketing an der Ferris State University in Big Rapids, Michigan bis zu seinem Abschuss 1989. Nachdem er von Michigan nach Chicago zog, wirkte er bei einigen Theaterproduktionen mit.
1994 kam sein großer Durchbruch, als er die Rolle des Mike Kasnoff in der CBS-Seifenoper Jung und Leidenschaftlich – Wie das Leben so spielt erhielt. Wieder umgezogen – diesmal nach Los Angeles – ergatterte er Auftritte in Fernsehserien wie Crossing Jordan und Beverly Hills, 90210. In wiederkehrenden Rollen war er in Friends, Charmed und Boston Legal zu sehen.
In den Jahren 2004 und 2005 spielte er die Rolle des Johnny Durant in der US-Serie Summerland Beach. Nachdem diese 2005 geendet hatte, trat er als Gastdarsteller in Serien wie Will & Grace auf. Ab 2008 war er über mehrere Jahre in der Seifenoper Zeit der Sehnsucht als Dr. Daniel Jonas zu sehen. 2010 spielte er eine Rolle in dem Fernsehfilm Secrets of the Mountain. In der Serie Famous in Love gehörte er ab 2017 zur Nebenbesetzung.
Aus seiner ersten Ehe mit Deborah Quinn von 1996 bis 2013 hat er einen Sohn (* 2000). Die Schauspielerin Taylor Cole wurde seine Stieftochter, die wie Christian ebenfalls eine Hauptrolle in Summerland Beach innehatte. Seit 2024 ist er mit der Schauspielerin Arianne Zucker verheiratet.

## Filmographie (Auswahl)
- 1994–1997: Jung und Leidenschaftlich – Wie das Leben so spielt (As the World Turns, Fernsehserie, 93 Folgen)
- 1999: Charmed – Zauberhafte Hexen (Charmed, Fernsehserie, 3 Folgen)
- 1999: Beverly Hills, 90210 (Fernsehserie, 5 Folgen)
- 2001: Tremors 3 – Die neue Brut (Tremors 3: Back to Perfection)
- 2001: Crossing Jordan – Pathologin mit Profil (Crossing Jordan, Fernsehserie, 3 Folgen)
- 2001: Friends (Fernsehserie, Folge 8x11)
- 2002: Red Skies (Fernsehfilm)
- 2002–2003: Birds of Prey (Fernsehserie, 8 Folgen)
- 2003: Undercover Lover – Liebe auf Umwegen (Undercover Christmas, Fernsehfilm)
- 2004–2005: Summerland Beach (Fernsehserie, 26 Folgen)
- 2005: Boston Legal (Fernsehserie, 3 Folgen)
- 2006: Will & Grace (Fernsehserie, Folge 8x17)
- 2008: Mensch, Dave! (Meet Dave)
- 2008–2020: Zeit der Sehnsucht (Days of Our Lives, Fernsehserie, 1079 Folgen)
- 2010: Secrets of the Mountain (Fernsehfilm)
- 2012: Melissa & Joey (Fernsehserie, Folge 2x10)
- 2017–2018: Famous in Love (Fernsehserie, 12 Folgen)
- 2018: The Rookie (Fernsehserie, Folge 1x06)
- 2019: Ruby Herring Mysteries – Silent Witness (Fernsehfilm)
- 2023: Magnum P.I. (Fernsehserie, Folge 5x02)